# Wanda Gościmińska, włókniarka
Wanda Gościmińska, włókniarka – polski inscenizowany film dokumentalny z 1975 roku w reżyserii Wojciecha Wiszniewskiego, ze zdjęciami autorstwa Zbigniewa Rybczyńskiego.

## Treść
Film przedstawia Wandę Gościmińską – łódzką włókniarkę i ikonę socjalistycznej propagandy sukcesu. Sławiona w kronikach i prasie jako przodowniczka pracy, żyła w rytuale zebrań, wieców i masowych hymnów, które miały kształtować świadomość robotników. Reżyser demaskuje, jak ideologia traktuje człowieka jak narzędzie, pokazując mechanizmy manipulacji i utraty indywidualności. Choć epoka socjalizmu minęła, Gościmińska wciąż porusza się w jej mentalności i języku. Na jej przykładzie film ukazuje moralne dylematy związane z podporządkowaniem jednostki doktrynie oraz napięcie między jednostką a społeczeństwem.

## Nagrody
| Rok  | Festiwal/instytucja                                         | Nominacja                        | Wynik   |
| ---- | ----------------------------------------------------------- | -------------------------------- | ------- |
| 1975 | Krakowski Festiwal Filmowy                                  | Brązowy Smok za scenariusz       | Wygrana |
| 1975 | Ogólnopolski Przegląd Filmów Społeczno-Politycznych w Łodzi | Wyróżnienie w plebiscycie widzów | Wygrana |
| 1976 | Międzynarodowe Forum Filmowe „Człowiek-Praca-Twórczość”     | Grand Prix „Złoty Koziołek”      | Wygrana |